# Luc de Clapiers de Vauvenargues
Luc de Clapiers, marchese di Vauvenargues (Aix-en-Provence, 6 agosto 1715 – Parigi, 28 maggio 1747), è stato uno scrittore, saggista e moralista francese.

## Biografia
Nacque a Aix-en-Provence, da una famiglia di nobiltà di provincia. La sua infanzia trascorse tra il castello di Vauvenargues e il palazzo di Aix, città nella quale studiò senza riuscire a padroneggiare né il latino né il greco, per quanto divenisse presto grande ammiratore di Plutarco e di Seneca.
Entrò nell'esercito con il grado di tenente nel 1735 e vi rimase per nove anni, prendendo parte alla guerra di successione polacca, alla campagna d'Italia del Maresciallo Villars nel 1736, e alla spedizione in Boemia per sostenere le ambizioni di Federico II di Prussia sulla Slesia, nella quale l'esercito francese, sotto il comando del Maresciallo de Belle-Isle, fu abbandonato dai suoi alleati e costretto, nel 1742, a una disastrosa ritirata, dopo la quale Vauvenargues fu obbligato a subire una lunga permanenza nell'ospedale di Nancy per un congelamento alle gambe. Partecipò ancora alla battaglia di Dettingen nel 1743 e di ritorno in Francia fu di stanza ad Arras.
Abbandonata la carriera militare anche per seri disturbi alla vista, dal suo amico marchese di Mirabeau, autore de' L'Ami des Hommes e padre del noto uomo politico, fu spinto a volgersi verso la letteratura, ma era troppo povero per andare a Parigi. Cercò invano d'entrare nel servizio diplomatico. Un attacco di vaiolo mise fine del resto a questa possibilità di carriera.
Vauvenargues si trasferì a Parigi nel 1745 e vi condusse una vita ritirata, frequentando pochi amici tra i quali Jean-François Marmontel e Voltaire. Tra i suoi corrispondenti c'era l'archeologo Fauris de Saint-Vincens. Su consiglio di Voltaire e le esortazioni di Mirabeau, ignorò le obiezioni di suo padre e si lanciò nella scrittura. Riprese le osservazioni e le note segnate su carta e pubblicò nel 1746, coperto dall'anonimato, una Introduction à la connaissance de l'esprit humain, seguita da qualche Réflexions e Maximes. Il libro non passò completamente inosservato, ma l'accoglienza non fu molto calorosa. Voltaire che non aveva mai dubitato del suo talento, incitò Vauvenargues a riprendere la sua opera per rendere il libro eccellente dal principio alla fine in vista di una seconda edizione. Egli seguì i consigli di Voltaire, ritoccò lo stile in molti punti e soppresse più di duecento pensieri. Questa edizione, pubblicata nel 1747, dopo la morte di Vauvenargues, dagli abati Trublet e Séguy è la più fedele alle idee del moralista.
Vauvenargues avrebbe, forse, completato la sua Introduction à la connaissance de l'esprit humain, se la morte non l'avesse improvvisamente colpito.
Morì a Parigi il 28 maggio 1747, non aveva ancora trentadue anni. In base a diversi ritratti, si scopre un'anima pura e fiera, generosa e tenera, colma di ideali. Un uomo di giudizio saldo, lucido e ponderato, non privo di finezza.

## Critica della sua opera
Ha lasciato pochi scritti ma il loro interesse è considerevole. Nell'Introduction, le Réflexions e in altri frammenti minori, egli emette dei pensieri frammentari su questioni di filosofia morale e di critica letteraria — ma queste ultime considerazioni non hanno niente di originale.
È migliore in qualità di scrittore, anche se il suo stile non è sempre corretto da un punto di vista strettamente accademico, e che le sue rare incursioni nella retorica abbiano i difetti d'artificialità e affettazione del suo secolo.
Egli brilla soprattutto in qualità di moralista. Il suo vocabolario è popolare e rilassato, e le sue idee si organizzerebbero male in sistema. La sua vera forza è di esprimere con un linguaggio assai epigrammatico i risultati della sua attenta osservazione dei comportamenti e delle motivazioni degli uomini, una osservazione alla quale, con comodo, si dedicò nel corso delle sue campagne.
La principale differenza tra Vauvenargues e il suo famoso predecessore La Rochefoucauld è che Vauvenargues ha una nobile idea dell'Uomo, e che è anche più incline allo stoicismo che alle teorie epicuree.

### Biografia
- Giacomo Cavallucci, Vauvenargues dégagé de la légende, Pironti, Napoli-Paris 1939

### Opere
- Vauvenargues, Œuvres complètes, Hachette, Paris 1968
- Vauvenargues, Luc : de Clapiers, marquis de, Riflessioni e massime, e altri scritti, a cura di Paolo Serini, Firenze, : G. C. Sansoni, 1924.
- Luc de Clapiers marchese di Vauvenargues, Riflessioni e massime, traduzione a cura di Ugo Bernasconi, TEA, Milano 1989
- Vauvenargues, La conoscenza dello spirito umano, a cura di Riccardo Campi, Edizioni Medusa, Milano 2006.
- Vauvenargues, Consigli a un giovane per diventare uomo, saggio introduttivo e cura di Marco Lanterna, Castelvecchi, Roma 2019.